# Cyclophora flavescens
Cyclophora flavescens är en fjärilsart som beskrevs av Louis Beethoven Prout 1913. Cyclophora flavescens ingår i släktet Cyclophora och familjen mätare. Inga underarter finns listade i Catalogue of Life.